# Dr. Fischer aus Genf oder Die Bomben-Party
Dr. Fischer aus Genf oder Die Bomben-Party (Originaltitel: Dr Fischer of Geneva or The Bomb Party) ist ein Roman von Graham Greene, der im Jahre 1980 veröffentlicht wurde. Die deutsche Ausgabe erschien im selben Jahr beim Verlag Paul Zsolnay.

## Inhalt
Alfred Jones, der Erzähler der Geschichte, ist britischer Staatsbürger, Sohn eines Diplomaten, der im Laufe seiner Kindheit auf den verschiedenen beruflichen Stationen seines Vaters einige Fremdsprachen erlernt hat und damit seinen Lebensunterhalt verdient: Er arbeitet als Fremdsprachenkorrespondent bei einer Schweizer Bonbonfabrik in Vevey, was ihm ein bescheidenes Auskommen sichert. Im Zweiten Weltkrieg hat er bei einem Luftangriff seine linke Hand verloren; später verlor er bei einer schweren Geburt seine Frau und seine Tochter. Zu Beginn der Erzählung ist er bereits über fünfzig Jahre alt.
Eines Tages begegnet er zufällig beim Mittagessen Anna-Luise Fischer, der Tochter von Dr. Fischer, einem schwerreichen Genfer Bürger mit dem Ruf eines Menschenfeinds, der sein Geld durch die Erfindung einer Zahnpasta namens „Dentophil-Duft“ verdient hat. Er verliebt sich bald in Dr. Fischers Tochter, und zu seiner Überraschung ist das Gefühl gegenseitig, auch wenn Anna-Luise noch nicht einmal einundzwanzig ist. Die beiden beschließen zu heiraten, und Anna-Luise zieht ohne weitere Umstände bei Jones ein. Diesen plagt allerdings dabei sein Gefühl für Anstand, da er meint, man müsse doch den Vater zumindest von diesen Zukunftsplänen in Kenntnis setzen. Anna-Luise warnt ihn nachdrücklich davor, sich mit ihrem Vater irgendwie einzulassen, nennt diesen einen „Satan“ und erzählt ihm von den Lebensumständen im Hause Fischer.
Dr. Fischer hat keine Freunde, versammelt jedoch regelmäßig eine Gruppe von Bekannten (die Anna-Luise nur „die Kriechtiere“ nennt) zu Partys in seinem Haus. Allerdings besteht der Sinn dieser Partys für Dr. Fischer ausschließlich darin, seine Gäste so weit wie möglich zu demütigen. Diese – obwohl jeder von ihnen über ein großes eigenes Vermögen verfügt – lassen sich das alles gefallen, um jeweils am Ende einer Party ein sehr wertvolles Gastgeschenk zu erhalten. Von diesen Partys hat auch Jones bereits gehört, und von ihnen leitet sich der schlechte Ruf Dr. Fischers in der Öffentlichkeit her. Anna-Luise geht aber noch weiter und berichtet vom Schicksal ihrer Mutter, die von Dr. Fischer in den Tod getrieben wurde: Ihre Mutter war eine Liebhaberin klassischer Musik, ihr Mann war dagegen vollkommen unmusikalisch und konnte es nicht lassen, bei jeder Gelegenheit über Musik zu lästern. Die Mutter befreundete sich darauf mit einem anderen Klassikliebhaber, einem einfachen Angestellten in der Kanzlei eines „Kriechtiers“, mit dem sie sich regelmäßig zum Musikhören traf. Als Dr. Fischer davon erfuhr, sorgte er dafür, dass der Mann seine Stelle verlor, und machte der Mutter anschließend so lange das Leben zur Hölle, bis diese starb.
Ungeachtet der Warnungen besucht Jones den Vater, und bei diesem ersten Treffen ist Dr. Fischer ihm gegenüber nicht direkt bösartig, sondern einfach ungeheuer gleichgültig. Am Tage der Hochzeit erscheint allerdings eines der „Kriechtiere“ mit einer Einladung für Jones zur nächsten Party von Dr. Fischer. Anna-Luise wiederholt ihre Warnungen; dennoch nimmt er die Einladung an. Am Abend der Party stellt er fest, dass alle Gerüchte zutreffen: Nach einer Begrüßung, die von giftigen Wortwechseln bestimmt wird, lässt Dr. Fischer seinen Gästen kaltes Porridge servieren, während er selbst Kaviar verspeist. Alle übrigen Gäste beginnen zu essen, um ihr Gastgeschenk nicht zu gefährden, Jones allerdings weist das Porridge mit den Worten „So hungrig bin ich nicht“ zurück.
Nach diesem unerfreulichen Erlebnis beschließt das Ehepaar, jeden Gedanken an Dr. Fischer in Zukunft zu meiden, doch gelingt es ihnen nicht: Bei einem Besuch in der Musikalienhandlung von Vevey bricht einer der Verkäufer – ein älterer Mann namens Steiner – beim Anblick von Anna-Luise bewusstlos zusammen. Wie sich herausstellt, war er der musikliebende Freund der Mutter, den Dr. Fischer ruiniert hat, und der in der Tochter für einen Moment die Mutter zu sehen glaubte.
Einige Wochen danach machen Jones und Anna-Luise einen Tagesausflug zum Skifahren in die Berge; er selbst kann zwar aufgrund seiner Kriegsverletzung nicht Ski fahren, doch gönnt er seiner Frau ihr herzliches Vergnügen an diesem Sport. Diesmal jedoch wird sie nach einem schweren Unfall von der Bergrettung zurückgebracht und stirbt einige Stunden später im Krankenhaus.
Jones ist am Boden zerstört. Er schafft es gerade noch, das Begräbnis zu organisieren (zu dem der Vater, obwohl von den Vorgängen in Kenntnis gesetzt, nicht erscheint), dann versucht er, sich mittels eines Viertelliters Whisky selbst umzubringen. Der Versuch scheitert, und in dieser Stimmung kontaktiert ihn Dr. Fischer und bittet ihn um ein Gespräch.
Als Jones ihn aufsucht, scheint Dr. Fischer unverändert und spricht zunächst über das kleine Vermögen seiner Tochter, welches nach der Rechtslage ihm zufallen würde, das er aber nicht haben will – genauso wenig allerdings wie Jones in seiner selbstmörderischen Stimmung. Dann schließlich lädt Fischer ihn zu einer weiteren Party ein, welche die letzte sein soll, die er geben will. Jones sagt schließlich zu.
Als er am Abend des festgesetzten Tages eintrifft, findet er ein vielfach aufwendigeres Dekor vor als beim letzten Mal: Der Tisch für alle ist im Freien am Ufer des Genfer Sees gedeckt, ungeachtet des Winters und Frostes, doch große Feuer sorgen für ausreichend Wärme und aufwendige elektrische Beleuchtung für Helligkeit. Ein ausgezeichnetes, mehrgängiges Menü wird serviert; und nach dem Portwein als Abschluss erklärt Dr. Fischer das System seiner jetzigen Partygeschenke: In einem kleinen Fässchen mit Kleie, etwas entfernt vom Feuer, warten sechs Knallbonbons. Fünf davon, so sagt er, enthielten jeweils einen Scheck über zwei Millionen Schweizer Franken – das letzte jedoch eine Ladung Sprengstoff. Einer der Gäste ist von diesem Arrangement empört und verschwindet ohne weitere Worte – die anderen „Kriechtiere“ und Jones bleiben, und jeder zieht sein Knallbonbon. Als drei der „Kriechtiere“ in ihren jeweiligen Bonbons die Schecks gefunden haben, zieht auch Jones an der Zündschnur des seinen – und findet ebenfalls einen Scheck. Dr. Fischer macht bereits üble Witze über den letzten Gast, dessen Knallbonbon noch ungeöffnet ist. Da tauscht Jones das Knallbonbon mit diesem Gast gegen seinen Scheck und zieht wieder an der Schnur – und wieder fällt ihm ein Scheck entgegen. Empört über Dr. Fischers widerliches Spiel und endgültig in der Stimmung zum Selbstmord, greift er das letzte Knallbonbon, das für den vorzeitig verschwundenen Gast gedacht war, und welches den Sprengstoff enthalten muss, und läuft damit in die Dunkelheit am Seeufer davon. Dort zieht er an der Schnur – aber auch dieses Knallbonbon enthält keine Bombe. Er fühlt sich furchtbar enttäuscht und gedemütigt, doch da bemerkt er, dass er nicht alleine ist: Am Seeufer steht Herr Steiner. Dieser hat vom Tod Anna-Luises gehört, und dieses Ereignis hat ihn so aufgewühlt, dass er gekommen ist, um jetzt Dr. Fischer zu demütigen, indem er ihn anspucken möchte. Kaum hat er Jones sein Vorhaben erklärt, erscheint Dr. Fischer ebenfalls am Seeufer. Aber seine Stimmung ist völlig verwandelt; an die Stelle des Gift und Galle versprühenden Gastgebers ist ein Melancholiker getreten, dem im Gespräch mit den beiden anderen Männern zum ersten Mal klar wird, woran er leidet: Nämlich an Selbstverachtung. Er geht schließlich in die Dunkelheit davon, und Steiner äußert sein Mitleid mit ihm. Jones ist überrascht, da er glaubt, Steiner müsse Dr. Fischer ebenso hassen wie er selbst, doch da klärt Steiner ihn auf: „Aber Haß – das ist nicht wichtig. Haß ist nicht ansteckend. Haß breitet sich nicht aus. Man kann einen Menschen hassen, und damit hat sich’s. Wenn man aber beginnt, jemanden zu verachten, wie Dr. Fischer, dann verachtet man bald alle Welt.“
In diesem Moment hören sie einen einsamen Knall am Seeufer. Als sie nachschauen, finden sie die Leiche Dr. Fischers, der sich in den Kopf geschossen hat.

## Verfilmung
Der Roman wurde 1985 in den britischen Fernsehfilm Dr. Fischer of Geneva (deutscher Titel: Dr. Fischer aus Genf) unter Regie von Michael Lindsay-Hogg adaptiert. In den Hauptrollen spielen James Mason in seiner letzten Rolle als Dr. Fischer, Alan Bates als Alfred Jones und Greta Scacchi als Anna-Luise.